# Marco Fernández
Marco Adryan Fernández Cubas (ur. 2004) – peruwiański zapaśnik walczący w stylu klasycznym. Zajął 27. miejsce na mistrzostwach świata w 2022.
Brązowy medalista mistrzostw panamerykańskich w 2025. Trzeci na mistrzostwach panamerykańskich U-23 w 2024, a także w zawodach juniorów w 2022 i 2023. Drugi wśród kadetów w 2021 roku.